# Thwaitesia aureosignata
Thwaitesia aureosignata là một loài nhện trong họ Theridiidae.
Loài này thuộc chi Thwaitesia. Thwaitesia aureosignata được miêu tả năm 1891 bởi Lenz.